# Liste des lieux patrimoniaux du comté de Haliburton
Cet article recense les lieux patrimoniaux du comté de Haliburton  inscrits au répertoire des lieux patrimoniaux du Canada, qu'ils soient de niveau provincial, fédéral ou municipal.

## Liste
| [ 1 ] | Lieu patrimonial                             | Illustration              | Municipalité                          | Adresse                   | Coordonnées     | No   | Constr. | Prot. | Rec. | Notes |
| ----- | -------------------------------------------- | ------------------------- | ------------------------------------- | ------------------------- | --------------- | ---- | ------- | ----- | ---- | ----- |
| F     | Parc provincial Algonquin                    | Parc provincial Algonquin | Algonquin Highlands (en) Dysart et al | Parc provincial Algonquin | 45.55 -78.5833  | 3249 |         | LHN   | 1992 | [ 3 ] |
| F     | Dispensaire de la Croix-Rouge de Wilberforce | Téléverser                | Highlands East (en)                   | Highway 648               | 45.038 -78.2232 | 7740 | 1916    | LHN   | 2003 |       |